# 本阿弥書店
本阿弥書店（ほんあみしょてん）は、短詩型文学（俳句、短歌）を中心とした日本の出版社。
1984年に本阿弥秀雄によって創業。定期刊行物に『俳壇』および『歌壇』（いずれも月刊）がある。新人賞として「俳壇賞」（第1回が1987年）、「歌壇賞」（第1回は1990年）を主催し、「現代短歌新人賞」（第1回は2000年）の後援を2021年よりしている。
また1994年から1995年にかけて、民俗学の雑誌『フォークロア』（隔月刊）を発行していた。

## 会社概要
- 創業：1984年
- 代表取締役：奥田洋子
- 所在地：東京都千代田区猿楽町2-1-8 三恵ビル（〒101-0064）